# ABS-CBN
ABS-CBN Corporation (познатији као ABS-CBN) је филипинска медијска компанија са седиштем у Кезон Ситију. Основана је 13. јуна 1946. као Bolinao Electronics Corporation. Компанија је настала спајањем Alto Broadcasting System и Chronicle Broadcasting Network.